# Штольневі комплекси Чорної гори

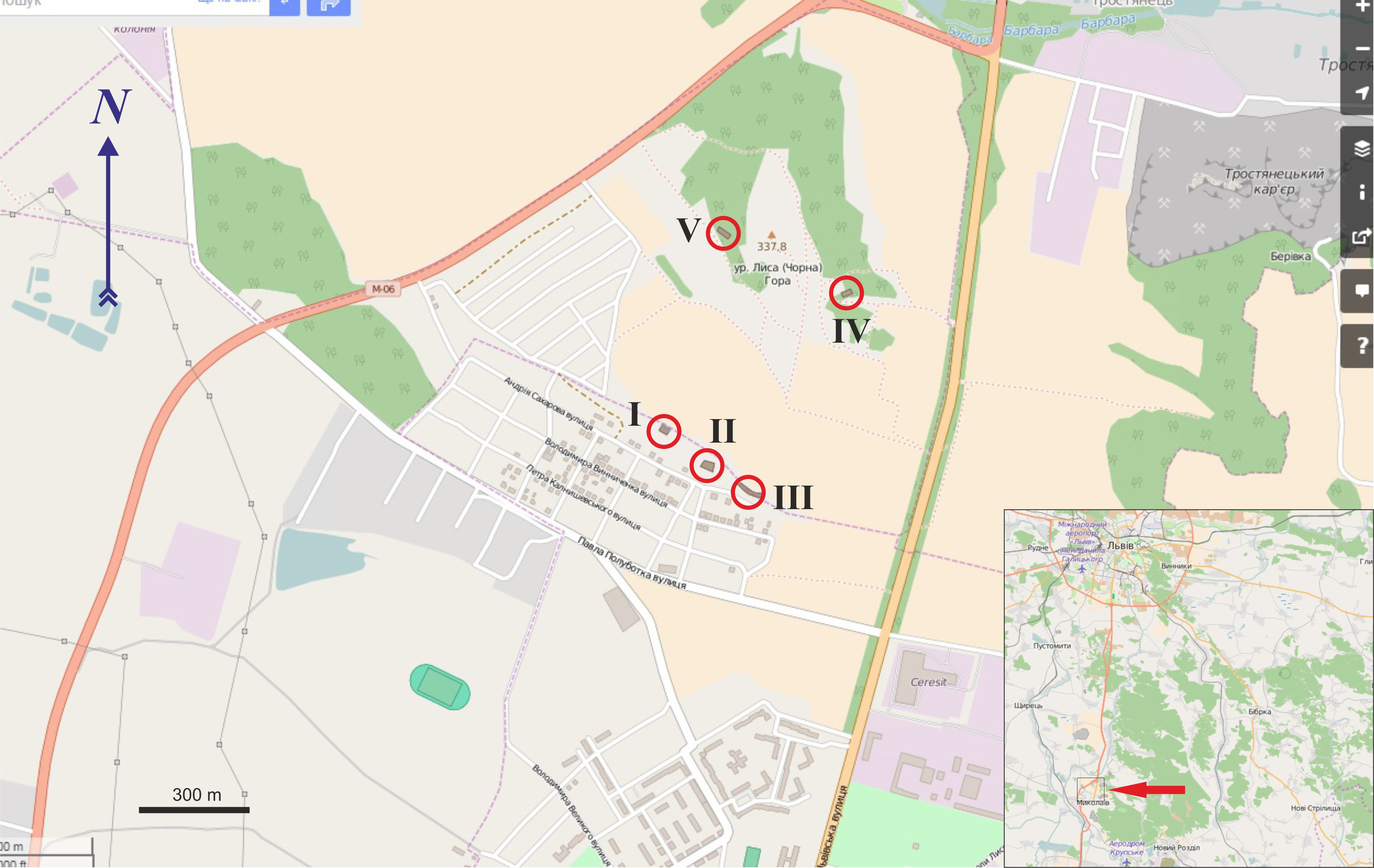
Фрагмент карти урочища «Чорна Гора» над Миколаєвом

Што́льневі ко́мплекси Чо́рної Гори́ — умовно ранньосередньовічні археологічні об'єкти урочища «Чорна Гора», що неподалік від міста Миколаєва на Львівщині. До нашого часу збереглись близько 10 штольневих комплексів у бортах древньої структурної тераси на північ від Миколаєва.

## Перша світова війна
У кінці літа 1914 року в околицях  Миколаєва розгорнулася одна з найвідоміших битв І-ої Світової війни - Галич-Львівська наступальна операція російської 8-ої армії під командуванням генерала від кавалерії О.О.Брусилова  проти 2-ої австрійської армії генерала від кавалерії Е. Бем-Ермолі. На напрямку Миколаєва російські війська стикалися з австрійським 12-им корпусом під командуванням генерала-фельдмаршала Г. фон Кевессаза.
Австрійське командування, розуміючи стратегічне значення переправ через р. Дністер, заздалегідь приступило до інженерної підготовки даного району для відбиття ворожого нападу. За наказом австрійського Генерального штабу, у 1910 році розпочалося будівництво тет-де-пона - дворівневої системи укріплень передмостової лінії оборони, складеної з наземних і підземних споруд з бетону та дерева-землі, таких як пости передових артилерійських спостерігачів, командно-спостережних та командно-дальномірних пунктів, ескарпів, люнетів, заглиблених орудійних двориків для 8-ми гаубичних батарей, кулеметних позицій, піхотних траншей ("шанців") та загороджень з колючого дроту.
За задумом проектантів основою оборони Миколаєва, завданням якої було прикриття обох мостів через Дністер, мали бути вісім артилерійських батарей, оснащених важкими гаубицями Берга зразка 1899 р. (150-мм) з снарядами вагою 39 кг та дальністю стрільби 7,6 км. Ці батареї розміщалися в штольнях (потернах) на північ від міста (по шість гаубиць в батареї).
Найкраще збереглися укріплення форту Лиса гора (Тарандов), потерни-печери яких були здатні витримувати обстріли російських гаубиць 122-мм і 152-мм. Потерни довжиною 20-25 м, шириною 230-240 см, висотою 220-230 см із заокругленим склепінням, з’єднані між собою переходами, призначалися не лише для захисту особового складу та збереження амуніції. Використовуючи прив’язані аеростати та аероплани, росіяни могли легко засікати батареї і обстрілювати шрапнеллю їх стаціонарні позиції на барбетах (відкритих майданчиках). Тому найкращий захист могли забезпечити тільки потерни, куди можна було закотити гармати при загрозі обстрілу (ширина колії - 1610 мм) і вхід до якої можна було закрити дерев’яним щитом, який оберігав від шрапнелі.  

## Опис комплексів

### І штольневий комплекс

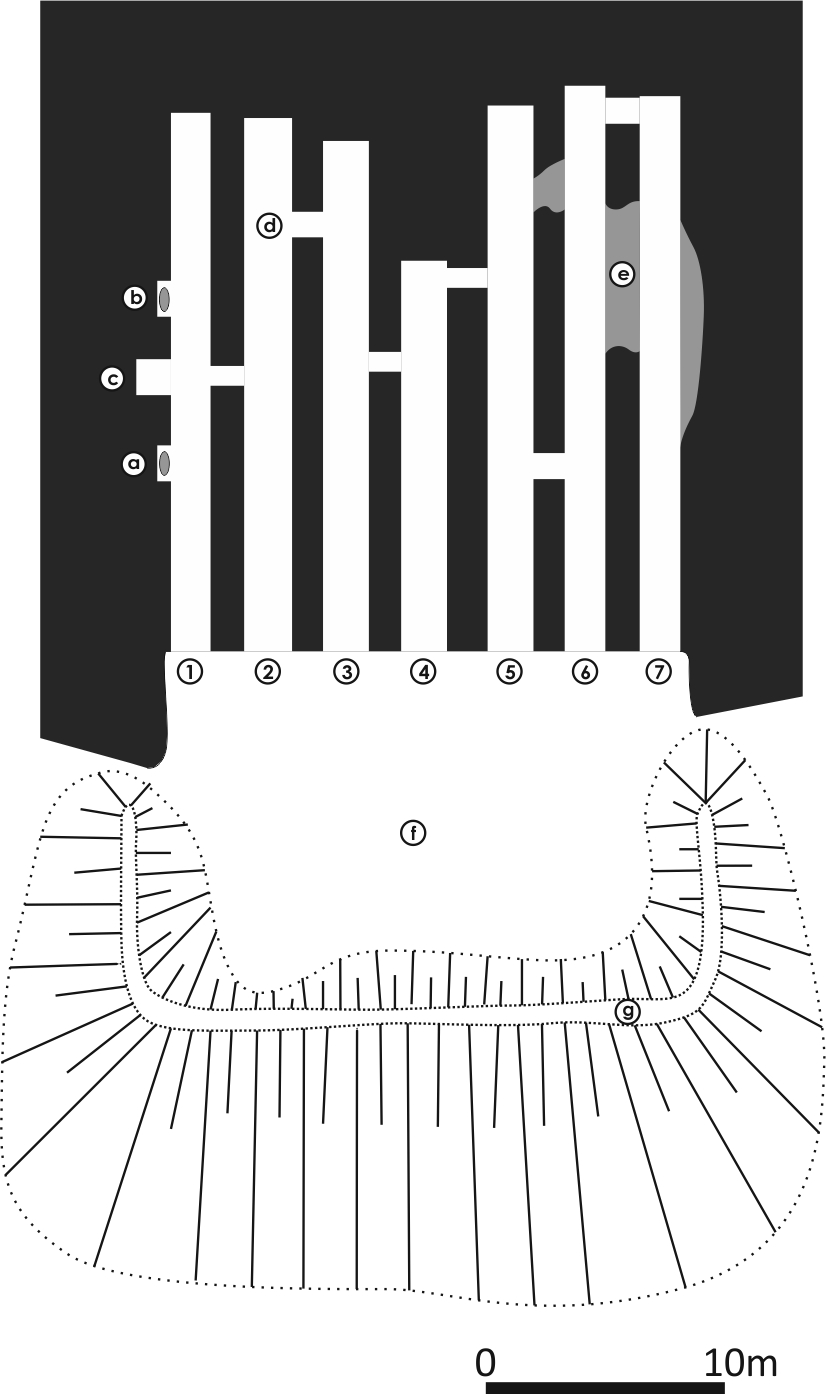
План-схема І штольневого комплексу «Чорної Гори». Розріз. Цифри в колах: номери штолень. Букви в колах: а) ближня кам'яна ванна b) центральна ніша c) дальня кам'яна ванна d) короткі штреки e) зруйнована частина штолень f) майданчик перед штольнями g) насипний вал

Ці штучні гірничі виробки розміщені в південній бровці структурної тераси південного схилу «Чорної Гори», в межах висот 307—319 м над рівнем моря, на висоті 36—40 м над рівнем долини Ткацького потоку. Комплекс представлений двома частинами: власне штольнями, які пройдені у міоценовій піщаній товщі миколаївських пісків, та невеликого майданчика з рівною земляною поверхнею (28×17 м) перед входом до штолень з південного боку. Цей майданчик, очевидно, має штучне походження і утворений розсипанням та вирівнюванням видобутого зі штолень піску. У плані він прямокутний, довгою стороною орієнтований на схід-захід. Із сходу, заходу та півдня майданчик уздовж периметра оточений рештками невеликого земляного валу, заввишки до 1 м, завширшки в основі 2,5–3 м. Його зовнішні схили круто нахилені у долину до підніжжя, яке міститься на 8 м нижче від рівня майданчика. На північному схилі є дерев'яні сходи, якими можна піднятися на майданчик від ґрунтової дороги.

## Галерея

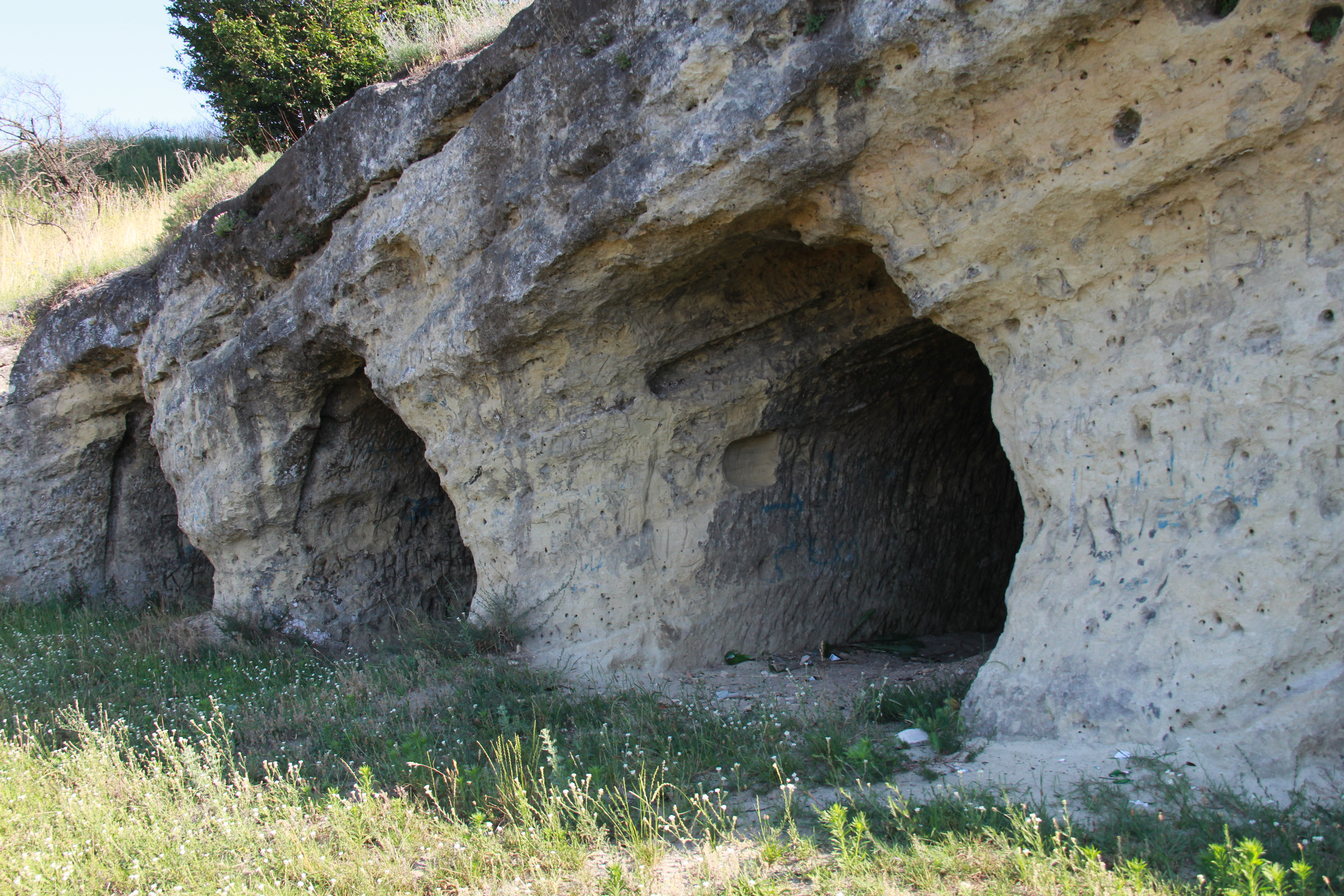
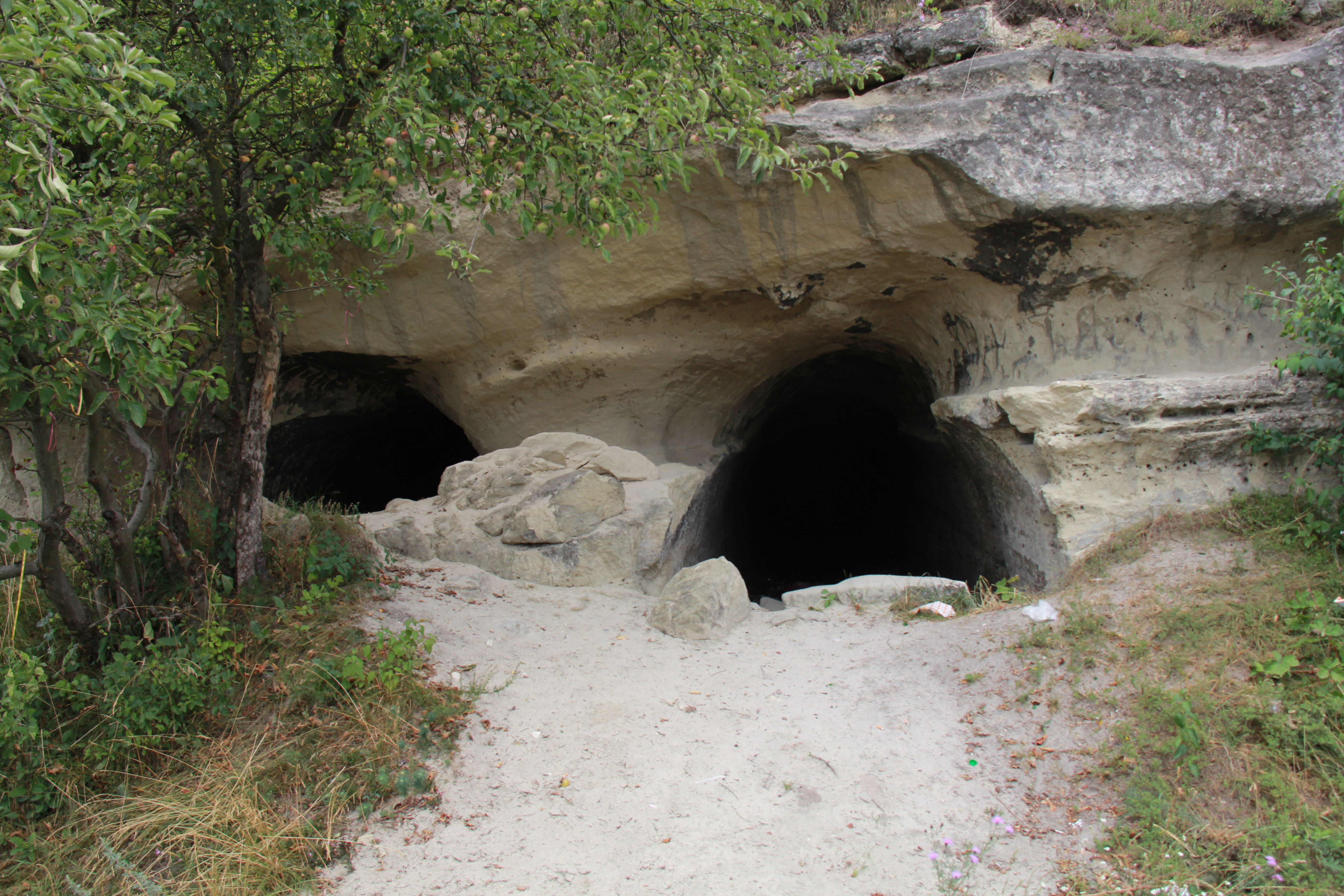
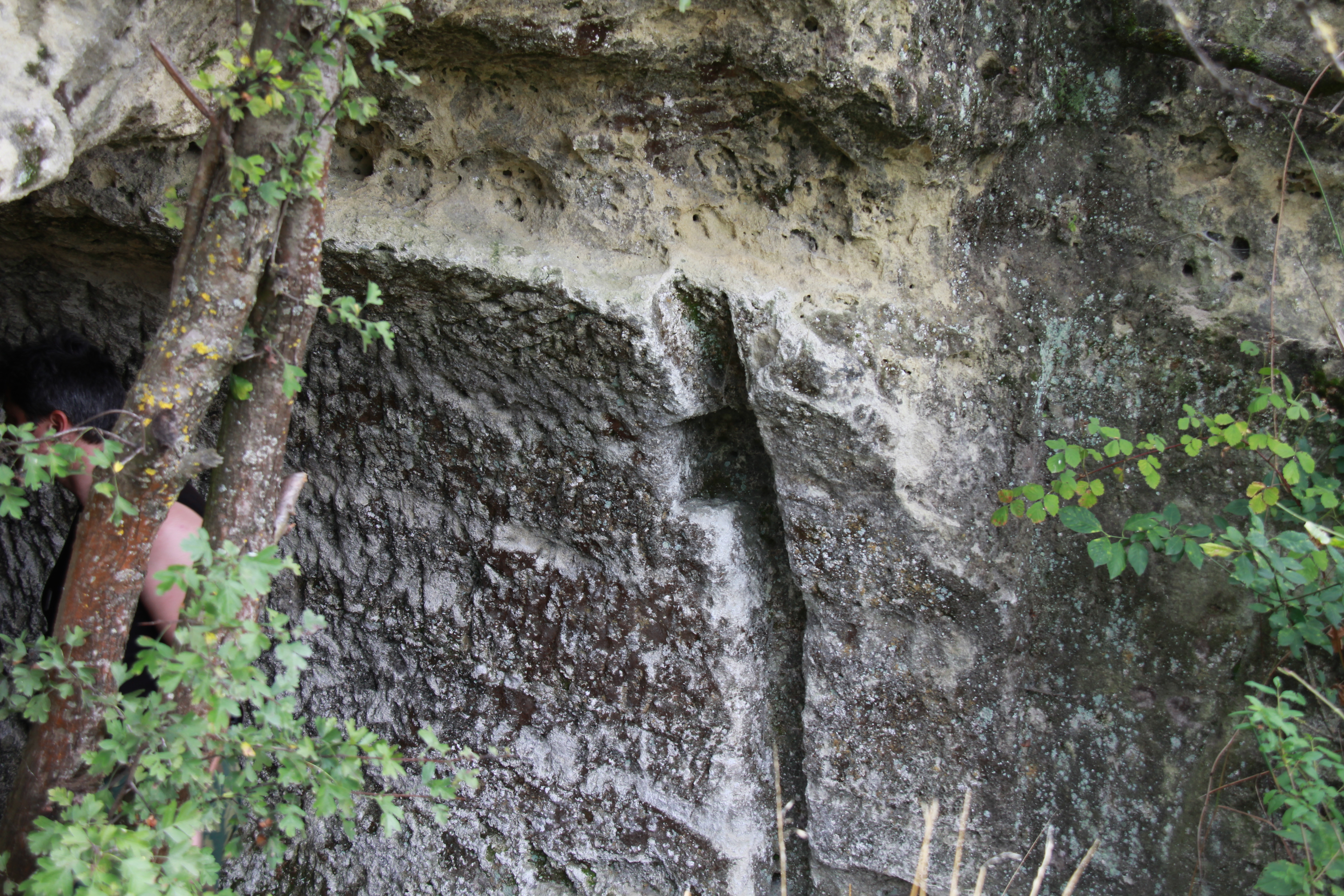
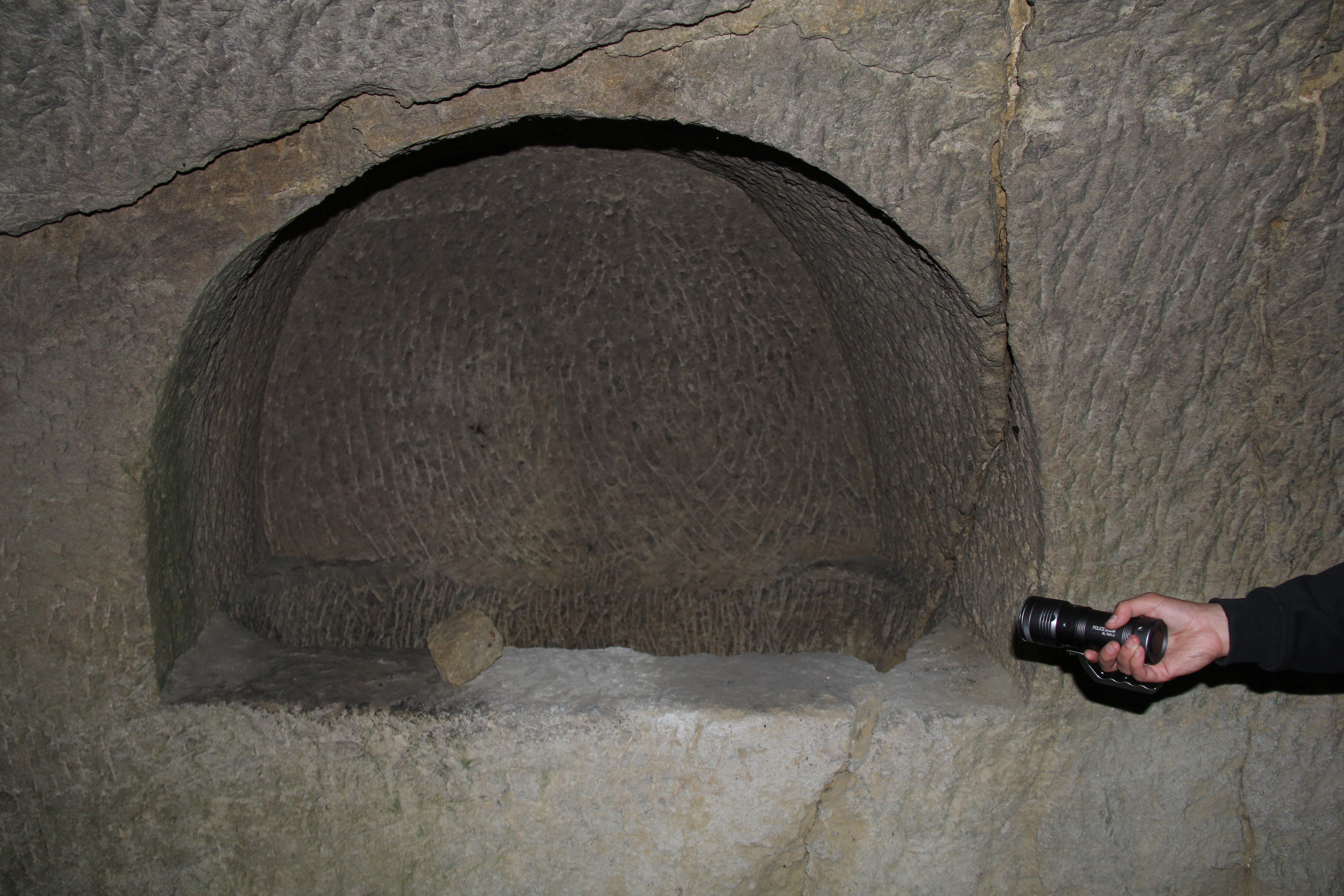
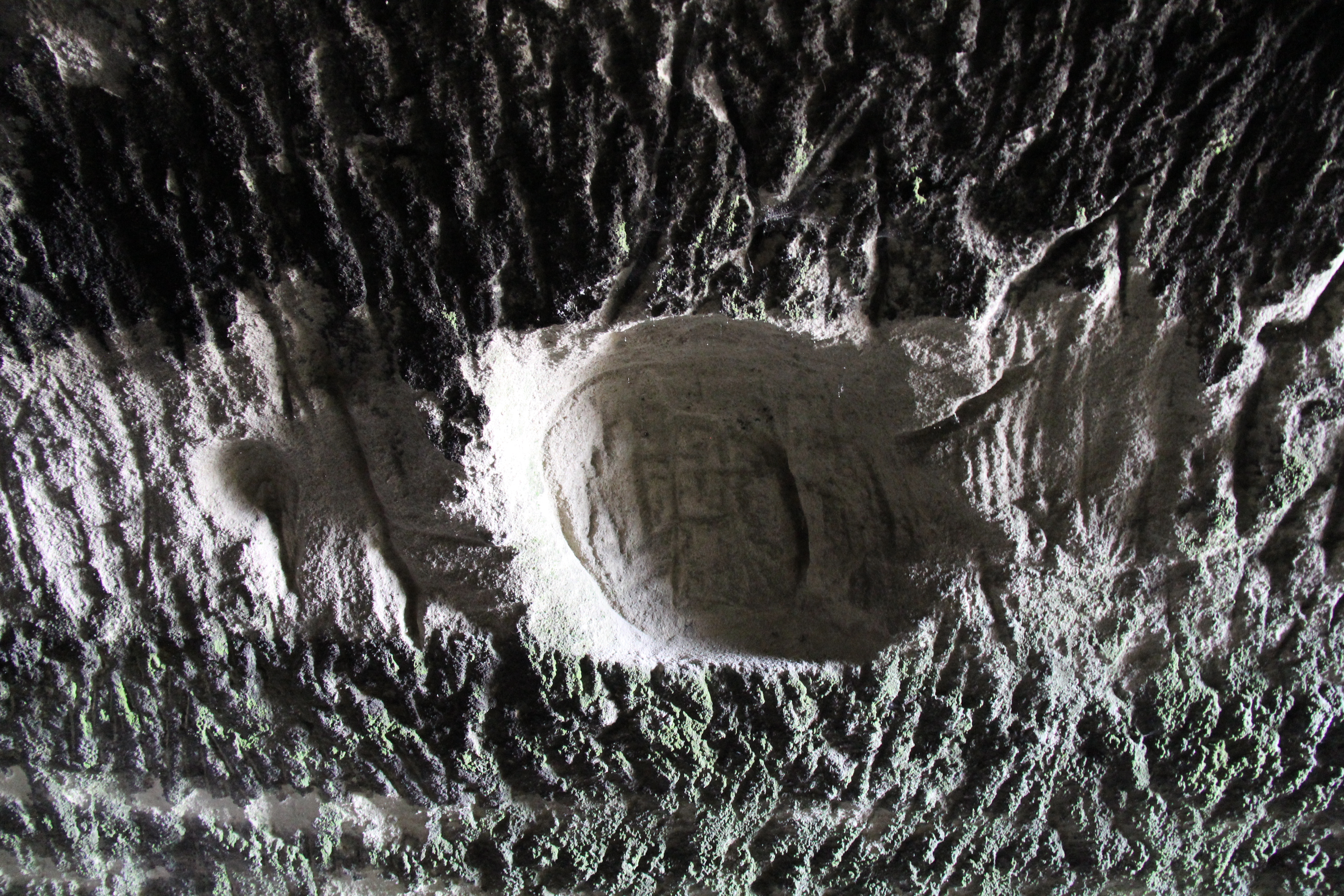